# Тищенко Олексій Тарасович
Олексій Тарасович Тищенко (? — ?) — український радянський діяч, новатор виробництва, слюсар-бригадир Запорізького паровозоремонтного заводу Запорізької області. Депутат Верховної Ради СРСР 2-го скликання.

## Життєпис
На 1945—1946 роки — слюсар-бригадир Запорізького паровозоремонтного заводу Запорізької області.
Потім — на пенсії.